# Universidade Estácio de Sá
De Universidade Estácio de Sá (UNESA) is een private universiteit in Brazilië, opgericht in 1970 in Rio de Janeiro en vernoemd naar de stichter van de stad, officier Estácio de Sá.
Er zijn in het totaal 54 campussen verspreid over Brazilië, waarvan 39 in de staat Rio de Janeiro.
Sinds april 2004 runt de universiteit ook een tweedeklassevoetbalclub Estácio de Sá.